# Bernabé Carrafa
Bernabé Carrafa (Madrid, ? - Madrid, 27 d'octubre de 1859) va pertànyer a una família de comerciants, editors i enregistradors de música. Carrafa fou impressor, editor i emmagatzemador de música i d'instruments.

## Biografia
Nascut a Madrid, on va residir fins al seu traspàs, Carrafa va destacar com un dels editors i comerciants de música més actius i rellevants durant la primera meitat del segle XIX. Es creu que tenia un vincle familiar amb el gravador d'estampes Juan Carrafa (1787-1869), membre de la Real Academia de San Fernando.
La seva activitat editorial entre el 1830 i 1840 inclogué la producció de nombroses col·leccions musicals, sovint en col·laboració amb altres editors com Luis Mintegui, Antonio Hermoso, Bartolomé Wirmbs o León Lodre. Aquestes publicacions, adaptades al gust de l'època, incloïen fragments d'òpera italiana d'autors com Donizetti, Rossini, Bellini, així com cançons espanyoles amb acompanyament de guitarra o piano.
Entre 1842 i 1843, Carrafa es dedicà a editar els suplements de música de La Iberia Musical, una de les revistes musicals més antigues d'Espanya. Les seves partitures sovint no incloïen una data precisa, com era habitual entre els editors de l'època, fet que dificulta la datació exacta de bona part de la seva producció. Els números de planxa només són consistents i fiables a partir dels darrers anys de la seva carrera. Es conserva un càtaleg en el fons musical de la basílica de Santa Maria d'Igualada (IgdSM). A més a més, es disposa d'un catàleg d'instruments en venda complet de 1857, on Carrafa es presenta com abastador de la Casa Reial, concessionari dels fabricants d'instruments de metall Moritz (Berlín) i agent per a la col·laboració de músic. La temporada 1850-51 va ser proveïdor del Teatro Real.
Carrafa mor el 1859, sense casar-se, i traspassa el negoci al seu pare, José Carrafa Viali, i a Catalina Gallego de Sanz i els seus fills. A causa d'aquest fet, l'empresa va passar a anomenar-se Carrafa y Sanz Hermanos, i fou vigent fins a nou anys més. 